# Le nozze di Figaro

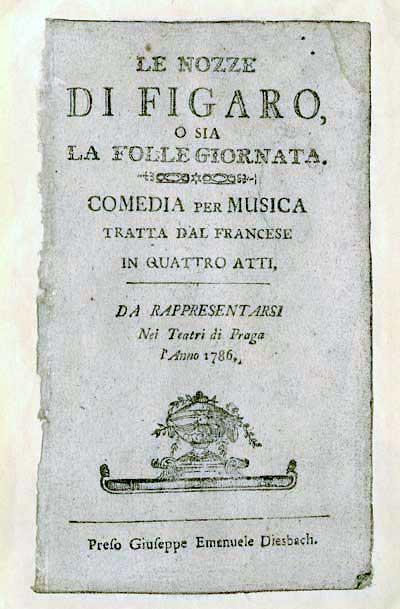

Le nozze di Figaro, ossia la folle giornata (bằng tiếng Ý, tạm dịch là "Đám cưới của Figaro, ngày điên rồ") là vở opera buffa gồm bốn hồi với phần nhạc do nhà soạn nhạc người Áo Wolfgang Amadeus Mozart sáng tác năm 1786 và phần lời do nhà thơ người Ý Lorenzo Da Ponte đặt dựa trên vở hài kịch La folle journée, ou le Mariage de Figaro (1784) của Pierre Beaumarchais.
Le nozze di Figaro là một trong những vở opera hay nhất của Mozart, đặc biệt là bản overture. Nhà soạn nhạc đã viết nhạc cho vở opera này với những giai điệu đầy chất thơ. Ông còn kết hợp tài tình hát và hát nói. Ông còn phát triển duet thành trung tâm cho những tình huống kịch tính của cả tác phẩm. Ấy là còn chưa kể ông sử dụng rất thành thạo các hợp ca từ terzet và septet, những chất liệu không xuất hiện trong các vở opera trước đó của ông.

## Âm thanh
| Khúc dạo đầu của vở opera Đám cưới của Figaro, K492 |  |
|                                                     |  |
|                                                     |  |